# 高贵方尖碑行动

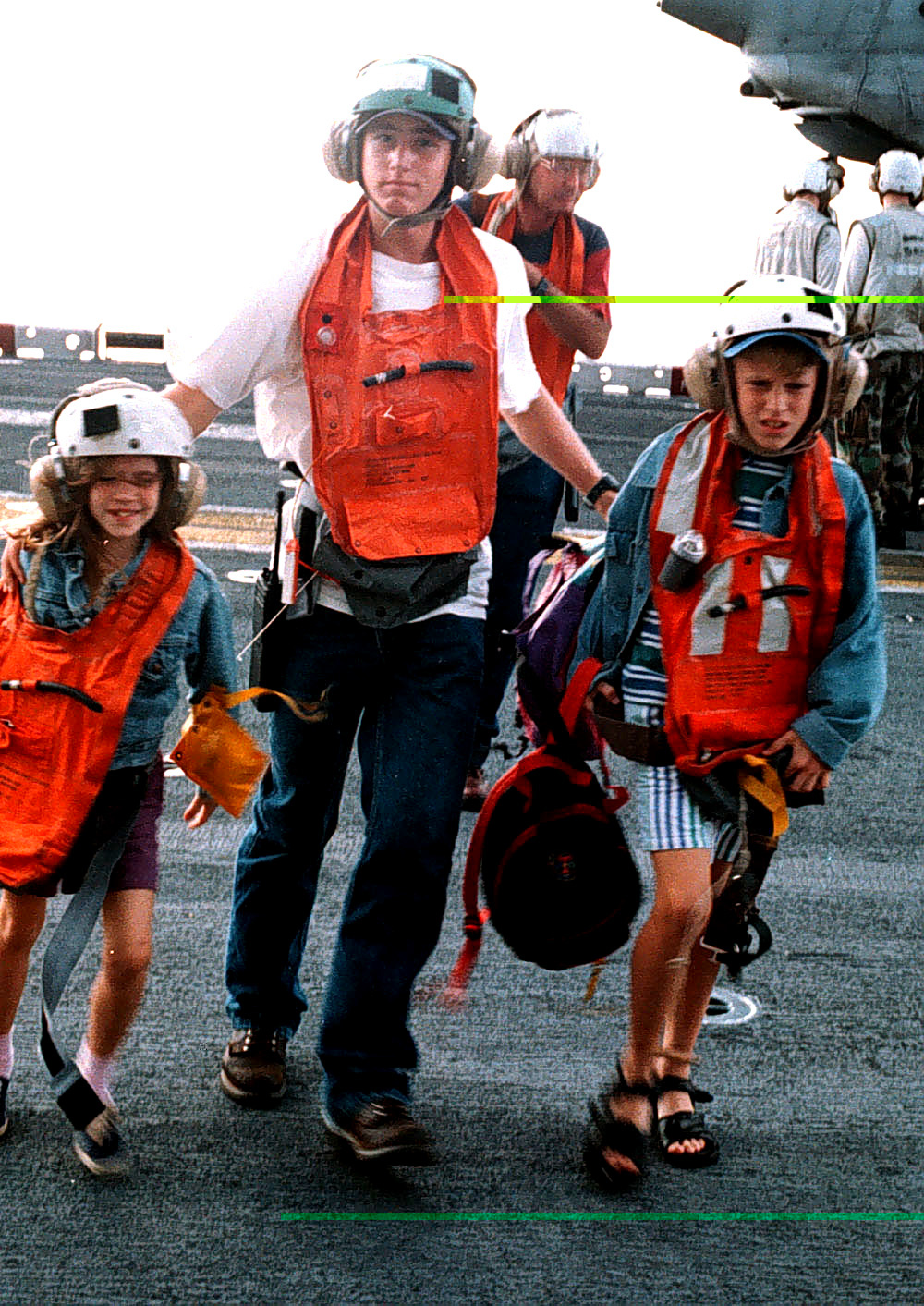
从弗里敦撤离

高贵方尖碑行动（英語：Operation Noble Obelisk）是1997年塞拉利昂军事政变后，美国进行的非战斗人员撤离行动。美军在行动期间共疏散了2,500多人，其中451人为美国公民，其余为第三国公民。
1997年5月25日，塞拉利昂发生军事政变，卡巴政府被推翻。叛军释放了弗里敦监狱的600名囚犯，当地安全局势动荡。5月27日，美国成立联合特遣部队，开始执行高贵方尖碑行动，行动单位包括基萨奇山号两栖攻击舰、第22海军陆战远征队和陸軍特種部隊分队。基萨奇山号当时驻在刚果民主共和国金夏沙附近海域，接到命令后星夜启航前去。5月29日，基萨奇山号两栖攻击舰抵达弗里敦海岸附近。联合特遣部队在6天内进行了3次撤离行动，使用海军陆战队直升机将人员撤离至两栖攻击舰上，然后人员在几内亚科納克里下舰。6月6日行动正式结束。